# Apriona rixator
Apriona rixator es una especie de escarabajo longicornio del género Apriona, subfamilia Lamiinae. Los miembros de esta especie son conocidos como lamiines o escarabajos de cuernos largos de cara plana. Fue descrita científicamente por Newman en 1842.
Se distribuye por Filipinas e Indonesia (Borneo). Mide 24-49 milímetros de longitud. El período de vuelo de esta especie ocurre en los meses de marzo, abril, mayo, julio, agosto y septiembre.